# CinemaScope

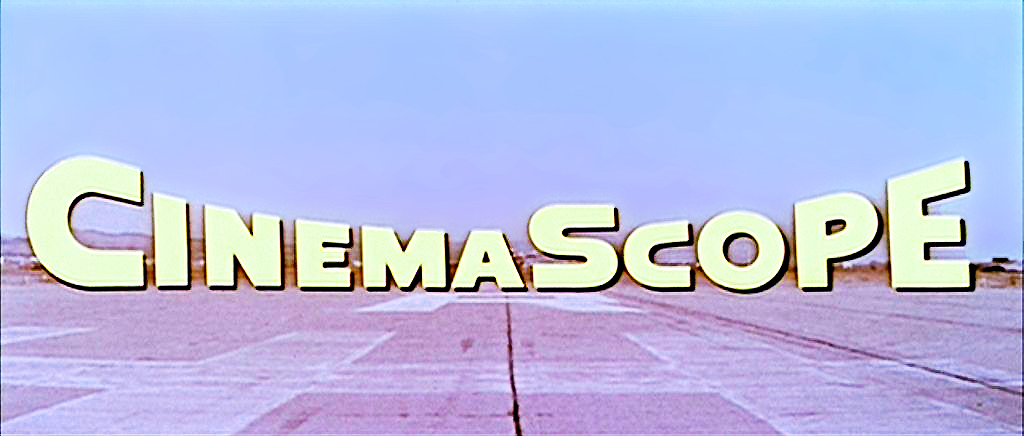
Logo CinemaScope z filmu Noc nad Pacyfikiem (1954)

CinemaScope – sposób realizacji szerokoekranowej umożliwiający projekcję filmów o proporcjach obrazu 2.66:1, dwukrotnie szerszego od standardowego 1.33:1. Jego stworzenie w 1953 roku przez Spyrosa P. Skourasa, prezesa 20th Century Fox, oznaczało początek nowoczesnego anamorficznego formatu zarówno w fotografii, jak i projekcji filmowej.

## Historia
W roku 1926 francuski optyk, profesor Henri Chrétien opatentował soczewkę hypergonar. Zastosowanie jej na obiektywie zwykłej kamery filmowej, oraz drugiej na projektorze umożliwiało dwukrotne wydłużenie obrazu, względem dotychczasowego. Wynalazek nazwany przez konstruktora CinemaScope nie został wówczas przyjęty entuzjastycznie.
Patent Henri Chrétiena znalazł zastosowanie praktyczne dopiero w 1953. W związku z rosnącą konkurencją dla kina ze strony telewizji, dyrektor generalny wytwórni filmowej 20th Century Fox Syros Skouras poszukiwał rozwiązań mających uatrakcyjnić produkcje kinowe. Jednym ze sposobów przyciągnięcia widowni do kin było zastosowanie wynalazku francuskiego optyka.
Pierwszym filmem zrealizowanym przy pomocy tej techniki była Tunika (The Robe) z 1953 w reżyserii Henry Kostera. Był to biblijny film zrealizowany z rozmachem, zastosowanie ekranu panoramicznego miało na celu jeszcze zaskoczenie widza i podniesienie widowiskowości produkcji. W tym samym roku wytwórnia 20th Century Fox zrealizowała przy pomocy CinemaScope film Jak poślubić milionera.

## Technika
Technika CinemaScope polegała na zastosowaniu dwóch soczewek, z których jedna znajdowała się na obiektywie kamery, druga zaś na projektorze. Pierwsza z nich pozwalała na naświetlenie taśmy dwukrotnie szerszym obrazem niż dotychczas, poprzez ściśnięcie go na standardowej taśmie 35 mm.
Druga soczewka umieszczona na projektorze rozciągała uprzednio ściśnięty obraz. Współczynnik anamorfozy miał stałą wartość wynoszącą 2. Dawało to możliwość wyświetlania zapisanego tą metodą filmu o proporcjach 2,66:1. Magnetyczny zapis dźwięku na taśmie ograniczał obraz do proporcji 2,55:1, a zapis dźwięku optycznego do 2,35:1. Standard CinemaScope (Centfox) przyjmuje następujące standardy wymiarów klatki filmowej:
- 21,3 × 18,2 mm dla monofonicznej ścieżki optycznej
- 23,2 × 18,2 mm dla ścieżki magnetycznej monofonicznej lub 4-kanałowej

Dodatkowo, przy zastosowaniu ścieżek magnetycznych, zmianie uległy także wymiary oczek perforacji taśmy filmowej (z prostokątnych przy formatach standardowym, kaszetowanym i CinemaScope optycznym do prawie kwadratowych przy CinemaScope magnetycznym). Z tego względu urządzenia projekcyjne systemu CinemaScope z odczytem ścieżek magnetycznych musiały, oprócz zmiany układu optycznego, mieć także zmienione bębenki transportowe.

## Polskie CinemaScope

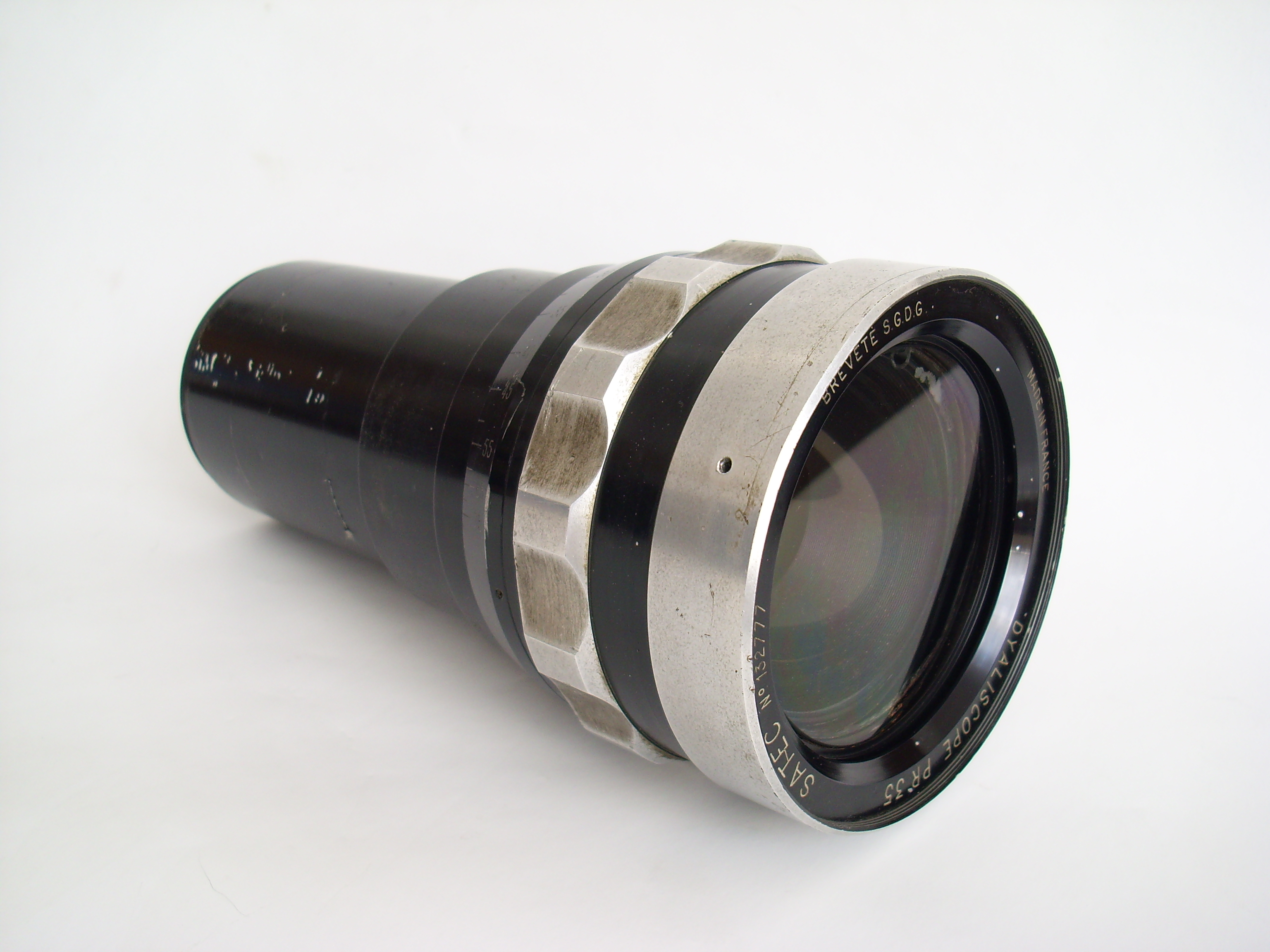
importowana nasadka firmy SATEC

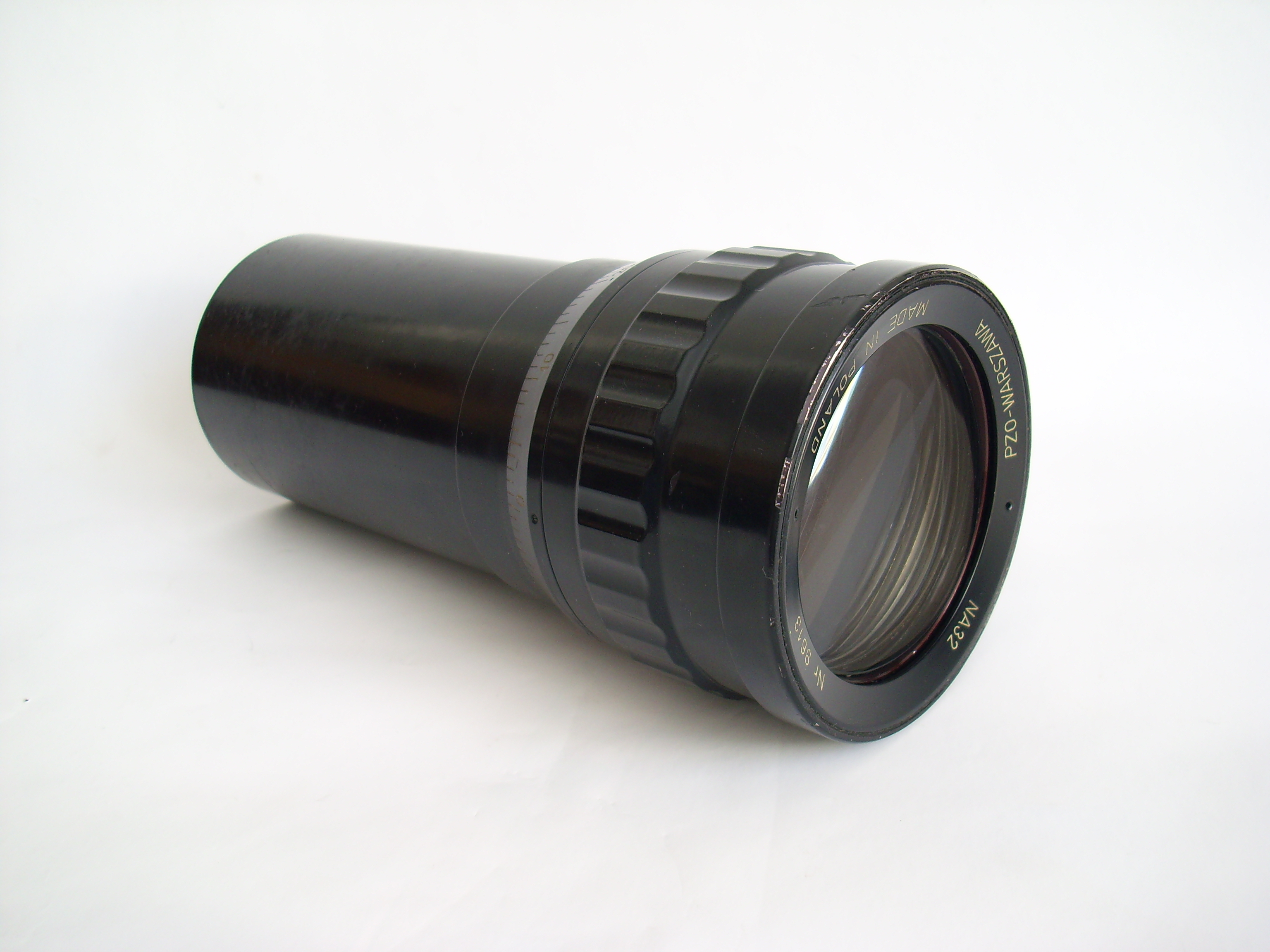
krajowa nasadka anamorfotyczna PZO NA32

W połowie lat 50. XX wieku także w Polsce rozpoczęto pierwsze próby związane z adaptacją istniejących urządzeń kinotechnicznych oraz rozwiązań architektonicznych obiektów kinowych do standardu CinemaScope. Ze względu na wysokie koszty wdrożenia czytników 4-kanałowej ścieżki magnetycznej, a także wysokimi kosztami urządzeń do wytwarzania kopii filmowych ze ścieżką magnetyczną ostatecznie zdecydowano się na wprowadzenie zmodyfikowanego systemu CinemaScope do krajowych kin. Podstawową różnicą była rezygnacja z 4-kanałowej ścieżki magnetycznej i zachowanie monofonicznej ścieżki optycznej, która nie wymagała ingerencji w tory elektroakustyczne istniejących urządzeń kinotechnicznych. Za krajowy standard dla CinemaScope przyjęto rozmiar klatki filmu 35 mm 21,3 × 18,2 mm przy współczynniku anamorfozy równym 2, co dawało obraz o proporcji 2,35:1.
Największym problemem tamtych czasów był całkowity brak krajowych nasadek anamorfotycznych, które trzeba było sprowadzać z państw dewizowych. Po opracowaniu prototypowej konstrukcji obiektywu anamorfotycznego w Centralnym Laboratorium Aparatów Pomiarowych i Optyki (CLAPiO) w Aninie i przekazaniu produkcji do Polskich Zakładów Optycznych w Warszawie pierwsze kina otrzymały w drugiej połowie 1960 roku obiektyw NA32, który miał całkowicie zastąpić importowane szkła francuskiej firmy SATEC (DYALISCOPE) oraz niemieckiej – Möller.
Pierwszym kinem zaadaptowanym do projekcji panoramicznej z użyciem nasadki anamorfotycznej było nieistniejące już kino Śląsk w Warszawie, ul. Wspólna 4. Pierwsza projekcja dla publiczności w nowym formacie odbyła się 30 lipca 1955 roku.
Pierwszym krajowym filmem zrealizowanym w CinemaScope był barwny, 8-minutowy propagandowy film dokumentalny związany tematycznie z dniem 22 lipca 1955 roku, zrealizowany przez Wytwórnię Filmów Dokumentalnych w Warszawie.
Od drugiej połowy lat 50. praktycznie wszystkie nowo wybudowane kina otrzymywały ekran i optykę dostosowaną do projekcji tego standardu.
Warto w tym miejscu także wspomnieć, że kin wspierających pełny standard CinemaScope (ze ścieżką magnetyczną) praktycznie już nie ma, za to praktyczne wszystkie kina na świecie stosują zbliżony do wyżej opisanego format projekcji – różnice to zamiana optycznej ścieżki monofonicznej na stereofoniczną ścieżkę Dolby Stereo A/SR (z zachowaniem wymiaru ścieżki mono), dodanie kodów czasowych DTS oraz dodanie cyfrowych datagramów Dolby Digital oraz SDDS na dotąd niewykorzystywanych obszarach kopii filmowej.